# Christophe Huet

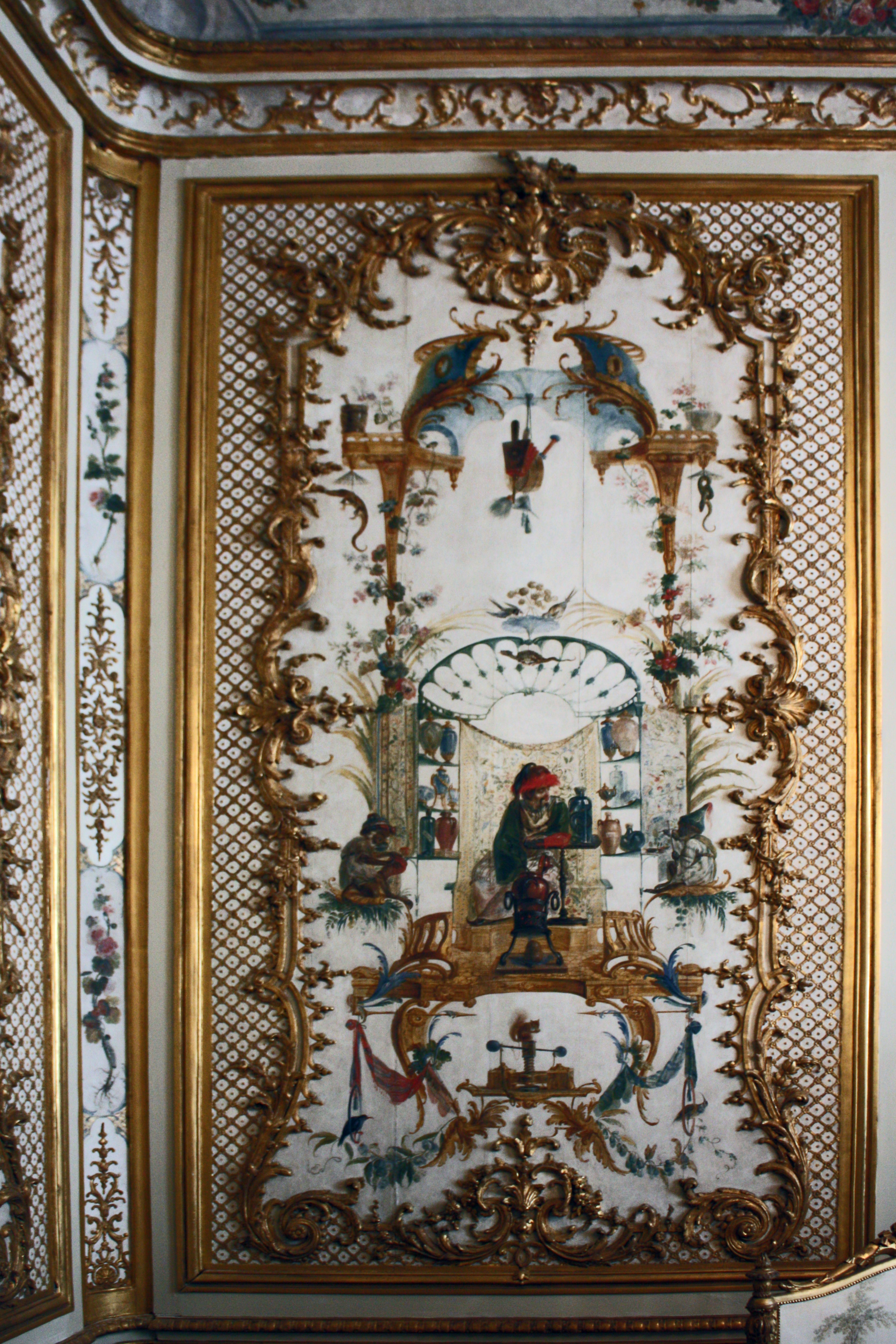
Detailansicht des Großen Affenkabinetts im Schloss Chantilly mit einer Allegorie auf die Alchemie

Christophe Huet (* 1694 oder 1700 in Pontoise; † 2. Mai 1759 in Paris) war ein französischer Rokoko-Dekorateur, Zeichner und Maler, der zur Mitte des 18. Jahrhunderts aktiv war. Er entstammte einer Künstlerfamilie: Sein Großvater war Vergolder, sein Vater Maler und sein Neffe Jean-Baptiste Huet wurde später der berühmteste Maler der Familie.
Bis 1733 arbeitete Huet mit dem Dekorateur Claude Audran III im Schloss Anet, wo er auf Bestellung von Louise Bénédicte de Bourbon am mittlerweile verlorenen Salon doré teilhatte. Im darauffolgenden Jahr wurde er in die Lukasgilde aufgenommen. Bei den Salons, die die Lukasgilde organisierte, stellte er 1751, 1752, 1753 und 1756 Tiermalereien aus, die seine Spezialität waren. Ein Ensemble von zehn Gemälden mit Fantasielandschaften und zahlreichen Tieren, vor allem exotischen Vögeln, ist erhalten geblieben, sie hängen heute im Schloss Chantilly. Bei einigen der Tiermalereien dürfte es sich jedoch um Imitationen von Werken des Malers François Desportes handeln.
Von den Arbeiten als Dekorateur, die Huet im Stile des Rokoko ausführte, sind mehrere Ensembles zur Gänze erhalten. Dazu gehören das kleine Affenkabinett, ein Damenzimmer im Schloss Chantilly aus dem Jahre 1735, das große Affenkabinett, ein Prunkraum, der 1737 am gleichen Ort geschaffen wurde, der Salon chinois im Schloss Champs-sur-Marne aus dem Jahre 1747 und ein weiteres Affenkabinett im Hôtel de Rohan aus dem Jahre 1751.